# پسوریازیس وارونه
پسوریازیس وارونه (به انگلیسی: Inverse psoriasis) یا پسوریازیس خمشی  گونه‌ای از پسوریازیس است که بیشتر در گوشه‌ها، و سطوح که خم می شوند مانند گوش، زیر بغل، کشاله ران، ناف،چین زیر پستان، آلت تناسلی مرد، لب، و فضاهای تنیده وجود دارد.: 193 

## تشخیص

### تشخیص افتراقی
بیماری های دیگر پوستی که با علایم شبیه این عارضه‌اند 
- درماتیت سبوره‌ای

- عرق گز

- کچلی دگررنگ